# Résolution 806 du Conseil de sécurité des Nations unies
Membres permanents
- Chine
- États-Unis
- France
- Royaume-Uni
- Russie

Membres non permanents
- Brésil
- Cap-Vert
- Djibouti
- Espagne
- Hongrie
- Japon
- Maroc
- Nouvelle-Zélande
- Pakistan
- Venezuela

Résolution no 805 Résolution no 807
La résolution 806 du Conseil de sécurité des Nations Unies, adoptée à l'unanimité le 5 février 1993, après avoir rappelé les résolutions 687 (1991), 689 (1991) et 773 (1992) ainsi qu'un rapport du Secrétaire général Boutros Boutros-Ghali, le conseil, agissant en vertu du Chapitre VII de la Charte des Nations unies, garantit l'inviolabilité de la frontière internationale entre l'Irak et le Koweït et les mesures prises pour la faire respecter, à la suite des incursions irakiennes dans la zone démilitarisée en janvier 1993.
La résolution demandait ensuite au Secrétaire général de planifier un renforcement de la Mission d'observation des Nations Unies pour l'Iraq et le Koweït (MONUIK) et d'effectuer un déploiement progressif de personnel. En vertu de cette disposition, la MONUIK serait convertie en une force armée , avec un bataillon d'infanterie bengali de 908 membres complétant le groupe d'observateurs. Dans le même temps, il accorde à la MONUIK le pouvoir de prévenir les violations dans la zone démilitarisée.
Le Conseil de sécurité a conclu en réaffirmant que le prochain examen de l'évolution de la situation concernant la MONUIK aurait lieu en avril 1993.

## Voir également
- Guerre du Golfe
- Invasion du Koweït
- Frontière entre l'Irak et la Koweït